# Furduiești (Aranyosszohodol község)
Furduiești falu Romániában, Erdélyben, Fehér megyében. Közigazgatásilag Aranyosszohodol községhez tartozik.
Az 1956-os népszámlálás előtt Pojén része volt. 1956-ban 139, 1966-ban 111, 1977-ben 122, 1992-ben 58, 2002-ben 29 román lakosa volt.